# The Santa Claus Brothers
The Santa Claus Brothers es una película de animación, fantasía y familiar de 2001, dirigida por Mike Fallows, escrita por Jon Cooksey y Ali Marie Matheson, musicalizada por Brent Barkman, Pete Coulman y Carl Lenox, en la fotografía estuvo Jordan Thistlewood, los protagonistas son Bryan Cranston, Caroline Rhea y Harland Williams, entre otros. El filme fue realizado por Film Roman Productions, Nelvana, Sitting Ducks Production y YTV, se estrenó el 13 de diciembre de 2001.

## Sinopsis
Este largometraje trata sobre los 3 hijos de Santa Claus, ellos tienen como objetivo encontrar el significado real de la Navidad.